# Estação Guia de Pacobaíba
A estação Guia de Pacobaíba, antiga Estação Mauá, foi a primeira estação de trens do Brasil, inaugurada em 30 de abril de 1854 como estação inicial da Estrada de Ferro Mauá.

## Breve histórico
A primeira estação de trem foi, ainda, a primeira estação de integração intermodal, uma vez que havia um porto localizado junto a ela e os passageiros vinham do Rio de Janeiro até o local de barco a vapor (desde o porto da Prainha, na Praça Mauá) e então embarcavam na ferrovia.
Em 1883 a estação ganha ainda mais relevância e fluxo de passageiros, ocasião em que a Estrada de Ferro Mauá vence a subida da serra e chega na cidade de Petrópolis.
Em 1926 a ligação a barco foi desativada, uma vez que foi concluída a ligação até o Rio de Janeiro por trilhos, com a inauguração da estação Barão de Mauá. Dessa forma, a estação seguiu operando somente trens locais até a estação Bongaba.
Em 1945 a estação foi renomeada para Guia de Pacobaíba, nome da freguesia aonde ela se encontra.
Em 1954, cem anos após a sua inauguração, a estação foi tombada pelo Instituto do Patrimônio Histórico e Artístico Nacional (IPHAN).
Finalmente, em 19 de dezembro de 1962, o trecho Guia de Pacobaíba - Bongaba foi desativado e a estação foi abandonada.